# Squaam Indian Reserve 2
Squaam Indian Reserve 2 är ett reservat i Kanada.   Det ligger i provinsen British Columbia, i den södra delen av landet, 3 300 km väster om huvudstaden Ottawa. Squaam Indian Reserve 2 ligger vid sjön Adams Lake.
I omgivningarna runt Squaam Indian Reserve 2 växer i huvudsak barrskog. Trakten runt Squaam Indian Reserve 2 är nära nog obefolkad, med mindre än två invånare per kvadratkilometer.